# Bartosz Michałowski
Bartosz Michałowski – polski dyrygent, chórmistrz. Od stycznia 2017 roku Dyrektor Chóru Filharmonii Narodowej w Warszawie.

## Życiorys
Ukończył z wyróżnieniem wydział dyrygentury chóralnej Akademii Muzycznej im. I.J. Paderewskiego w Poznaniu.
Zwycięzca IX Ogólnopolskiego Konkursu Dyrygentów Chóralnych, w którym został doceniony nagrodą specjalną za świadomość pracy nad emisją głosu w zespole chóralnym. W latach 1998–2005 asystent prof. Stefana Stuligrosza i dyrygent Chóru Filharmonii Poznańskiej.
- Założyciel, dyrektor artystycznym oraz dyrygent Poznańskiego Chóru Kameralnego[3].
- Pomysłodawca i dyrektor Ogólnopolskiego Konkursu Kompozytorskiego Opus 966[4].
- Twórca warsztatów kompozytorskich dla dzieci i młodzieży Pisz muzykę – to proste!
- Współautor projektu Obrazogranie, realizowanego z Muzeum Narodowym w ramach Biennale sztuki dla dziecka w Poznaniu.

Jest laureatem nagrody L’Orphée d’Or 2015, przyznanej przez Académie du Disque Lyrique w Paryżu, nominacji do Fryderyka 2015 za dwupłytowy album z muzyką Pasquale Anfossiego oraz Złotej Płyty. Wielokrotnie zapraszany do współpracy przez organizatorów uznanych festiwali, takich jak Schleswig-Holstein Musik Festival, Międzynarodowy Festiwal Muzyki Sakralnej Gaude Mater, Międzynarodowy Festiwal im. Grzegorza Gerwazego Gorczyckiego, Transatlantyk Festival, Nostalgia Festival, Festiwal Muzyki Współczesnej im. Wojciecha Kilara, Festiwal Muzyki Współczesnej Poznańska Wiosna Muzyczna, Festiwal Muzyki Oratoryjnej Musica Sacromontana, Dolnośląski Festiwal Muzyczny, czy Mikołowskie Dni Muzyki.

## Dyskografia
Bartosz Michałowski, jako dyrygent, szef chóru oraz solista wziął udział w nagraniu prawie dwudziestu płyt CD. Znajdują się wśród nich: album z muzyką Feliksa Nowowiejskiego, zawierający pierwsze nagranie ośmiogłosowego motetu Ave Maria (2006), zapis światowej prapremiery kompozycji Jana Kantego Pawluśkiewicza Radość Miłosierdzia (2008), kompozycja Jacka Sykulskiego Wolności dla nas idzie czas (2009) oraz autorska płyta Anima aetheris (2009). Ponadto w 2010 roku ukazało się nagranie Pieśni Kurpiowskich Karola Szymanowskiego w oryginale i w wersji jazzowej, a rok później nagrania Requiem G. Fauré oraz Deutsche Messe Ulricha Harbecke. W 2012 roku wydano dzieło Missa solemnis in B Johannesa Baptisty Lohra, w ramach cyklu Musica Sacromontana, w 2013 roku, podczas kolejnej edycji świętogórskiego festiwalu – Oratorium o śmierci św. Filipa Neri Pasquale Anfossiego oraz album Blu-ray Dżem Symfonicznie, nagrany z zespołem Dżem i orkiestrą Le Quattro Stagioni, który osiągnął status Złotej Płyty.